# 過誤払い
過誤払い（かごばらい）とは、金融機関が、顧客になりすました無権限者に対して預貯金の払戻しなど、金銭の支払を行うことをいう。結果往々にして本来の顧客が損害を蒙る。

## 概要
過誤払いの典型的な事例は、銀行（金融機関）に預貯金口座を開設している預金者（顧客）から、預金通帳や印章（届出印）を盗み取った第三者（窃盗犯人）が、預金者になりすまして銀行窓口に赴き、預金通帳を提示するとともに届出印を捺した預金払戻請求書を提出して、預貯金の払戻しを受けて逃亡するような場合である。
通帳と印章の盗難に気付いた顧客が、銀行に駆けつけても、銀行は
真正な通帳の提示と登録印鑑に合致する印影のある預金払戻請求書の提出を受け、
特段に不審な事情もなかったので正常に預金の払戻しを行った。
と説明し、約款上の免責条項や民法第478条を根拠に、もはや預金はないものとして、預金払戻請求や、預金回復、損失補償の要求を拒絶することがある。
ここで金融機関とは、銀行の他に、信用金庫、各種組合、ゆうちょ銀行などをいう。顧客とは、これら金融機関と契約を結び口座を開設した者をいう。また、信販会社が契約者にキャッシングやローンの貸付金を払い渡す場面や、保険会社が契約者貸付制度に則り貸付金を払い渡す場面でも類似の事態が起こる。
また、ここで、第三者、或いは無権限者とは、顧客とは無関係で、顧客になりすまして金融機関から金銭を受け取る者をいう。窃取した物（預金通帳、印章、キャッシュカード、クレジットカード等）や、不正に取得した情報（暗証番号やIDやパスワード等）を用いて金融機関を欺いて金銭を受け取る詐欺犯である。もっとも、窓口での対面取引ではなく、ATMから金銭を引き出す場合（機械払い）は、厳密には窃盗罪に当たるが、本項では手段（窓口であるかATMであるかネットバンキングであるか）を問わず、無権限者が顧客になりすまして金融機関から金銭を受け取ること全般を、便宜上詐取（詐欺行為）と呼ぶこととする。
なお、顧客以外に預貯金や貸付金を払い渡す事態をめぐり、関係者が勝手に預金通帳等を持ち出して預金の払い戻しを受ける事例、例えば法人の口座の通帳と届出印を社長や従業員が勝手に持ち出したり、家族の通帳と届出印を勝手に持ち出して預金を下ろすなどの事例（実態として横領）もあるが、ここでは扱わない。本項では預金者や契約者本人とは関係のない第三者が本人になりすまして預金を払い戻して持ち去る事例を取り上げる。

### 不正払戻し等の手口
以下は銀行の事例を中心にして述べる。日本の銀行における口座取引が預金通帳の提示と印鑑照合を手がかりに行われることから、通帳と印章を窃取して預金者本人になりすまして預金を詐取する手口は珍しくない。派生した手口として、預金通帳のみを詐取し、印影は他の書類に押されたものから類推したり、印鑑登録を詐取して偽造する手口も見られる。また、1969年（昭和44年）以降に磁気式キャッシュカードをベースとしたオンラインシステムが普及すると、キャッシュカードと書類を窃取し、記載されている生年月日や電話番号等から暗証番号を推測してATMから預金を詐取する手口も広まった。
総合口座が販売され、単一の口座で普通預金の他に金融商品を取り扱う様になると、国債や積立定期預金などの資産を担保としたローン機能や、無担保ローン機能も付与され、そのローン枠一杯に金銭を借り受けて詐取する手口も見られるようになった。
犯罪に用いられる技術が高度化すると、より巧みに詐取を行う手口が見られるようになった。民間で手に入るスキャナやプリンタ等の機器の性能が向上した1998年（平成10年）後半より、預金通帳に登録されている副印鑑をスキャナで読み取り、色調を調整してカラープリンタで預金払戻請求書に写す手口も現れた。この方法では印章や他の書類を用いることなく、通帳のみを入手すれば詐取に及ぶことができる。一方で、2002年（平成14年）ころから、磁気カードリーダ等の機器を用いてスキミングを行い、キャッシュカードそのものではなく、磁気情報のみを窃取して偽造カードを作出して詐取する手口も現れた。預金者本人の手許にカードがあるにもかかわらず預金が勝手に引き出されるとして社会問題となった。

### 金融機関の対応
この間、通帳と印鑑、又は、キャッシュカードと暗証番号で認証を行う手続についてはほとんど変更がなく、積極的に過誤払いを防止する方策は見られなかった。
もっとも、副印鑑の偽造の手口を受けて、1999年（平成11年）ころから、印鑑照合をオンラインで行うシステムを導入して副印鑑制度を廃止する動きが出ている。また、偽造カードを作出する手口を受けて、2002年（平成14年）ごろから、一部金融機関は偽造が困難なICカードを利用するシステムに更新している。また、指静脈や掌静脈パターンを用いた生体認証を取り入れる金融機関もある。
しかし、実際に預金詐取が起きた場合には、銀行は、「正常に預金を払い戻し済みである」と主張し、約款の免責条項を根拠として、預金者による預金払戻請求や損害賠償の要求を拒絶する対応が多かった。裁判においても、手続に過失がないとする銀行の主張が容れられた場合には、約款や民法第478条による免責が認められ、結果として預金者の預金は失われることとなった。

### 預金者保護法成立に至る経緯
1988年（昭和63年）に、エレクトロバンキング専門委員会が設けられ、この中でキャッシュカードに係る過誤払いの危険を考慮し、海外の事例を参考に預金者保護を規定する立法をするべきとの意見が出た。
これに対し、金融機関側は、既に確立していた判例を見ても銀行に過失のない支払には直ちに民法第478条に基づく免責を認めるのが私法を司る民法の大原則であり、また、預金者保護の制度をみだりに作ることは被害の偽装を助長し混乱を招く恐れがあると主張した。そして、不正出金への対応は立法によらず、あくまでも約款による対応を強く望む金融機関側からの強硬な反対を受けて立法化は見送られた。
2003年（平成15年）ころから、スキミングで作出された偽造カードによる預金詐取の問題がクローズアップされ、併せて盗難カードや盗難通帳・印章を用いた不正出金に対して金融機関の被害防止が後手に回り、また被害者への対応がこれまで不十分であったと指摘され、改めて預金者を保護する立法を求める動きが出た。
これに対し、金融機関側は、例えば新生銀行では、ATMの前で脅迫され、出金を強要された上でそれを喝取された場合でも補償するなど被害を補償する約款を備えた銀行があることを指摘し、約款による返金は可能であること、補償の条件も含めて約款は個々の銀行がそれぞれに定め、預金者はこの中から適するものを選ぶ自由があり、一律に補償を規定する立法は自由契約の原則にそぐわず、また約款に加えて重ねての補償の規定を別途立法で定めるのは冗長で不合理であり不要であると主張して強く反対し、業界の自主規制による対応を望んだ。また、銀行の約款の大半が約款案を基準として制定されていることを踏まえて、約款案に被害補償の条項を組み入れる様に主張する意見に対しては、約款案で実質的に補償を強制するのは自由競争の原則に悖（もと）るとして拒否している。
しかし、金融機関側の反対を抑えて、2006年（平成18年）に偽造カード等及び盗難カード等を用いて行われる不正な機械式預貯金払戻し等からの預貯金者の保護等に関する法律（以下、預金者保護法）が施行された。ただし、この法律では、金融機関に開かれた個人名義の口座のキャッシュカードをATMに挿入して金銭詐取が行われた場合にのみ補償が命じられ、それ以外の不正出金の場面では依然約款並びに民法第478条による銀行の免責の可否が検討されることとなる。

### 現状
預金通帳と印章、キャッシュカードを入手する手段として、空き巣や車上荒らしで単純に窃取する手口に加えて、特殊詐欺の一類型として警察や銀行協会などの公的機関を装って被害者宅を訪問し、キャッシュカードを「提出させる」と共に暗証番号を聞き出してまんまと預金を窃取する手口も広がっている。
ネットバンキングが普及し、預金通帳や印章、キャッシュカードを要さずIDとパスワードのみで口座取引が可能になると、スパイウェアやソーシャルエンジニアリングを駆使してそれらを盗み出し、本人になりすまして預金を他口座に送金する手口も確認されている。セキュリティ向上の為に二段階認証が導入される一方で、2022年（令和4年）頃よりSIMスワップによってセキュリティを回避する手口も現れている。
キャッシュレス化が進み、電子決済サービスが普及する中で、銀行口座が他の決済サービスへの支払いに使用されるようになると、決済サービスを経由して不正な預金引き下ろしが行われる事態も発生している。決済サービスのアカウントを乗っ取られて、チャージする形で不正出金される他、第三者によって見知らぬ電子決済サービスへの口座振替契約が結ばれ預金者の与り知らぬうちに預金を引き出された事例もある。

## 預金の扱いと喪失
ここでは、銀行に預けていた普通預金が第三者の手に渡った場合を前提として預金が喪われる理由を述べる。
預金者の立場では、自分が預けた預金が知らぬうちに無関係の第三者に払い渡され、結果自分の預金は無くなってしまった、という事態は受け入れ難い。預金を誤って第三者に渡したのは銀行の落ち度であり、いうなれば銀行が預金者を騙る詐欺に遭い騙し取られたのであって、その責任と被害は銀行自身が負うべきであり、自分の預金は別途正しく払い戻されるべきと期待する。
しかし、預金の法律上の取り扱いと民法第478条の適用により、預金者が預金を喪なうこととなる。

### 法律上の預金の扱い
預金者が銀行に預けた預金は、法律上は、預金者が銀行に対して持つ債権（預金債権）であり、一方で、銀行が預金者に対して負う債務（預金債務）と看做される。そして、銀行が預金者に預金を払い戻す行為は、債務を弁済する行為として扱われる。
典型的には、真正な預金通帳と真正な印鑑の捺された預金払戻請求書を窓口で提示した顧客に対して、銀行が通帳と印鑑の真贋を確認して顧客が預金者本人であると認めて、それ以上の本人確認手段を執ることなく預金を払い戻すことは、銀行の立場では預金債務の弁済として妥当である。

### 民法478条の適用
ところが、その「顧客」が実は通帳と印章を窃取した第三者であった場合は、民法第478条の適用が検討される。この条文は、債務者（銀行）が真の債権者（預金者）以外の者に弁済した場合の処理を規定している。
（受領権者としての外観を有する者に対する弁済）
第478条
受領権者(債権者及び法令の規定又は当事者の意思表示によって弁済を受領する権限を付与された第三者をいう。以下同じ。)以外の者であって取引上の社会通念に照らして受領権者としての外観を有するものに対してした弁済は、その弁済をした者が善意であり、かつ、過失がなかったときに限り、その効力を有する。
ここで、条文中の太字部分は以下の様に解釈される。
- 取引上の社会通念

真正な通帳の提示と真正な印鑑の捺された預金払戻請求書の提出を以って銀行が普通預金の取引に応じ、また、印鑑照合は平面照合（払戻請求書の印鑑と登録印鑑・副印鑑を横に並べて見較べる）に限るのは取引上の社会通念として認めらる。尚、普通預金の取引においては身分証や戸籍抄本の提示などの本人確認の手段等を追加で講じる必要はない。また、印鑑照合において重ね合わせての照合等をする必要はない。
- 受領権者としての外観を有するもの

真正な通帳と真正な届出印を持参した者が顧客本人としての外観を有することから、受領権者としての外観を有するものとして扱われる。
- 善意

預金通帳と届出印が真の預金者の手を離れ、第三者の手にあることを知らなかったことは善意である。
- 過失がなかった

過失としては、相手が真の受領権者であることを弁別し、それ以外の者（第三者）への出金を防止する努力を怠ったことを指す。通帳と印鑑が真正であると確認する手続きに誤りが無ければ、第三者への払い出しを防止する方策を履践したと見なされ、過失がなかったものとして扱う。
これに則り他者への債務の弁済、即ち預金者の与り知らぬ第三者への預金の払い戻しは有効として扱われる。そして、結果真の預金者は預金を喪失することとなる。

### 民法第478条を巡る議論
ところで、民法第478条の立案時、民法の起草委員である梅謙次郎が想定していた適用場面は、
1. 債権者が死亡し、相続人が弁済を受けたが、実は隠された他の相続人が存在した場合
2. 債権譲渡が無効・取消・解除により効力を失った場合の債権譲受人

など、相互に関係がある者のうち債権が誰に帰属しているか争いのある場合であったといわれる。この背景には、真の債権者以外の者へ行った弁済を取り消し、債務者が弁済金を一旦回収してから改めて真の債権者に弁済しなおすのは手続きが煩雑なので、一旦弁済を受けた者が直接真の債権者に弁済金を渡すのが良いとの考えがある。
このような立法経緯や、その母法（フランス民法1240条）の考え方を考慮すると、顧客と全く無縁である第三者への出金に本条文を適用して銀行の免責を認めるのは不適切である、との批判が以前からあった。また、本来債務の弁済に適用することを前提とした同規定を、預金の払戻しに適用することは不適当であるとの批判があるし、加えて貸付金の払渡しの場面にもこれを適用することは、解釈を拡大しすぎているとの批判もある。
しかし、昭和40年代以降の裁判所の判断では、まず金融機関の出金行為に検討を加え、通帳と印鑑の真贋確認が正しく行われ過失がないと認定すれば直ちに本条文を適用して預金や貸付金を第三者に払い渡した銀行の行為を正と認め、真の預金者に対する免責を認めるのが主流である。
2003年（平成15年）には、現金自動入出機による預金の払戻しについても民法第478条が適用されるとし、機械処理であることは同条の適用を否定しないと判示する最高裁判決（最高裁平成14年（受）第415号平成15年4月8日第三小法廷判決・民集57巻4号337頁） - 判決本文も出されている。ここから、預金者保護法の想定する場面以外では、偽造キャッシュカードや盗難キャッシュカードによる損失についても、まず銀行の手続の妥当性を問うて、そこに瑕疵がなければ免責とする判断がなされるものと見られる。
そのほか、判例によれば以下のような取引にも民法第478条が適用される。
- 定期預金の期限前解約

定期預金は本来、所定の期日まで預けておくものだが、期限前に解約して受け取ることについても民法第478条の適用がある。
- 貸付金の払渡し

口座に付帯のローン契約に基づく貸付金の払い渡しについても、民法第478条の適用がある。
- 定期預金を担保とした貸付金

総合口座において定期預金を担保とした繰越貸付制度（当座貸越制度ともいう）が設けられており、その貸付金を第三者に払い渡した場合にも民法第478条の適用がある。
本来は個別に貸付の契約手続を行い、この過程で慎重に本人確認を行って無権限者への貸付けを排除するべきとの主張に対して、定期預金の期限前解約と同視できるという判断、又は自動繰越貸付制度は普通預金の残高が不足した場合に自動的に貸し付ける仕組みであって、普通預金の延長と見做せるという判断により、普通預金払い戻し時の手続きと同程度の注意義務を果たしていれば直ちに民法第478条の適用を認め、奪われた貸付金と相殺して定期預金を喪わせる。
- 保険契約者に対する貸付金

生命保険の商品によっては、解約返戻金内の所定の範囲内で貸付を行う契約者貸付制度があり、保険契約者本人になりすました無権限者に貸付金を払い渡した場合も民法第478条の適用がある。
貸付の手続きの過程で慎重に本人確認義務を行い無権限者への払い出しを排除するべきとの主張に対して、約款で保険証書の提示と印鑑の提示をもって取引を行う旨定めてあり、その範囲内において確認行為の履践に過失がなければ注意義務を果たしたとして直ちに民法第478条を適用し、奪われた貸付金と、保険金や解約返戻金との相殺を認める。
さらに、ネットバンキングにおける金銭詐取についても、金融機関が認証手段を講じて本人と認めた上での取引に付随する損害を顧客に負担させる旨の約款が正当化されるとの指摘もある。
尚、民法第478条の法理では、金融機関が「誤って」預金・貸付金を払い渡した相手である第三者が、直接真の債権者である預金者に、金員を引き渡すことを想定する。だが、詐取する側としては金員を騙し取るのが目的で支払い・返却に応じる積もりは毛頭なく行方を晦ませる一方で、預金者の側は確かに自分の通帳と印鑑、キャッシュカードと暗証番号、または、IDとパスワードが正しく使用された事が知れるのみで、監視カメラの映像やIPアドレス等の開示を求めても個人情報保護等を理由に拒否されるなど証拠を求める事ができず、結局のところ預金を持ち去った第三者を特定し追求する手立てがなく、預金を回収することは事実上できない。

### 権利外観理論
また、権利外観理論の面からも、第三者への弁済が有効であると主張される。権利外観理論では、真の権利者とは異なる虚偽の外観、即ち第三者が真の通帳と真の印鑑を提示して真の預金者の振りをできた原因について扱う。ここでは、通帳ならびに届出印が第三者に窃取されていることから、真の預金者に管理の落ち度があったと看做し、第三者が預金者に成りすますことを赦した点について責任があり、それゆえに生じた損害の責任も負うと考える。

## 態様
普通預金の不正払戻しの方法としては、窓口で直接現金を受け取る方法、ATM（現金自動預け払い機）で直接現金を受け取る方法、がある。また、ネットバンキングを中心に、直接現金をもらい受けずに、無権限者が管理する他の銀行口座へ振り込んで預金を奪う方法もとられる。決済サービスの支払いに指定した預金口座から不正に預金が引き落とされる事例もある。

### 窓口における金銭の受領
無権限者が、窃取した預金通帳と印章（届出印）を持参して窓口に赴き、預金者になりすまして預金を引き出す。ATMでは例えば1日の取引額上限を50万円とするなど限度が設けられているが、窓口であれば制限なく多額の預金を一度に下ろすことができる。また、総合口座に付帯のローン契約をフルに活かし、限度枠一杯の貸付けを受けて詐取し、その債務を預金者に負わせることができる。なお、窓口での取引では、提出する書類に記入した文言の筆跡が残り、また人相容貌が窓口担当者に記憶されたり監視カメラに記録されるが、ここから無権限者を特定し捜索することは事実上不可能である。

#### 窃取した通帳と印章を用いた詐取
預金通帳と届出印とを窃取して銀行の窓口に赴き、預金者になりすまして預金を引き出して逃亡する。最もオーソドックスな手法である。これを防止するために、通帳と届出印を分けて保管するよう注意が繰り返し呼び掛けられている。

#### 窃取した通帳と類似印章を用いた詐取
預金通帳と、一緒に保管してある各種書類を窃取し、これらの書類に捺されている印影が登録印鑑と同じものと推測して類似の印章を用意したり偽造して詐取に及ぶ。特に、登録印鑑に三文判等既製品を使用している場合には、同一の印章を購入して使用することで容易に印鑑照合を回避し得る。
類似の方法として、預金者本人になりすまして地方自治体から印鑑証明を詐取し、その印鑑が銀行に登録した印鑑と同じであるとの推測の下に印影の偽造を行う手口もある。

#### 副印鑑の偽造
日本の銀行における預金口座では、口座開設店が通帳を発行するとともに登録印鑑票を作成・保有し、預金取引では、顧客がこの通帳と届出印が顕出する印鑑を提示し、銀行はその真贋を確認して手続を行うのが一般的である。登録印鑑票は口座開設店に置かれ、当該店舗で取引を行うのが基本であるが、普通預金口座・総合口座の利便性に鑑み他店舗でも取引を行うことを可能にする手段として通帳にも印鑑を登録する副印鑑制度が採られた。
しかし、認証に用いる要素そのものが通帳に付帯していることがセキュリティ上の弱点として衝かれる。副印鑑を何らかの手段で預金払戻請求書に写して提出すれば、印章そのものがなくても取引が可能となる。
カラーコピーで色調を補正しつつ預金払戻請求書に写す方法、デジカメで撮影したりスキャナで読み取ってデジタルイメージを取得し、色調を補正してカラープリンターで印刷する方法、あるいは、NC工作機を活用してデジタルイメージを元に印鑑と同じ印影を顕出できる印章を刻印して使用する方法などがある。認証に用いる要素そのものを素材にするのであるから完全に同一の印影を偽造できる。
2002年（平成14年）ころより、これらの手口を用いた詐取が知られるようになり、金融機関側ではオンラインシステムで登録印鑑票を他の本支店でも参照・照合できるように改めると共に、新規に発行する通帳から副印鑑欄を抹消し、既存の通帳の副印鑑欄に目隠しシールを貼って、偽造を防止する対策も採られる。ただし、現在使用している通帳から副印鑑を抹消していても、古い通帳等もまとめて窃取され、そこに残っていた副印鑑から印鑑が知れて偽造される事例もある。

### ATMにおける金銭の受領
キャッシュカードと暗証番号を窃取・詐取することで、第三者がATMより預金を引き下ろすことが可能となる。ATMでの取引に際しては監視カメラに人相容貌が記録されるが、組織的犯行では出金のみを別の人間（現金収入に釣られたホームレスや無職者、闇バイトの高報酬に釣られた学生、主婦など、所謂出し子）が行うことも多く、監視カメラの記録を手がかりに犯人を捕らえても、金銭は既に他に渡っており、また、犯行指示の連絡手段が乏しく、最終的に金銭を受領する主犯や、犯行組織へたどりつくことは困難である。

#### キャッシュカードの窃取
掏摸、空き巣、車上荒らしなどの方法でキャッシュカードそのものを窃取すると共に何らかの方法で暗証番号を取得し、これを用いてATMから預金を下ろす。また、特殊詐欺の一類型で、銀行や警察を名乗ってキャッシュカードと暗証番号を詐取して預金を引き出す事例もある。
掏摸による場合は、ATMの利用者の背後に立って、肩越しに暗証番号をのぞき見たり（ショルダーハッキング）、背後から腕や肘の動きを観察して押している番号を推測するなどした上で尾行し、利用者が電車など人混みに移動したところや車内で寝入ったところでカードを掏りとり、預金詐取に供する。
空き巣や車上荒らしによる場合には、キャッシュカードとともに免許証や保険証等も窃取し、これに記載されている住所地番、電話番号、生年月日、車両登録番号（自動車ナンバープレート）等の情報から暗証番号を推測して預金詐取を試みる。
或いは預金者に対してソーシャルエンジニアリングを仕掛けて暗証番号を聞き出す手口もある。例えば、カードを窃取した上で銀行担当者を装って架電し、カードが盗難に遭った事を認識させると同時に、犯人は既に逮捕されカードは銀行の手に戻っていると説明したうえでカード保有者であることを確認するとして暗証番号を聞き出す事例もある。
また、銀行・銀行協会や金融庁・警察を名乗って預金者に接触し、銀行口座が犯罪に悪用されているとか、金融調査の対象となっている、システム更新の為手持ちの古いキャッシュカードが使えなくなるので交換が必要、などと説明したうえで銀行員や協会担当者や警察官を差し向けて、捜査や調査・交換の名目でカードを受領すると同時に暗証番号を確認するとして入手し、預金詐取に及ぶ手口もある。この場合は現にカードを他者に渡し且つ暗証番号も教えているので、預金者の重過失が問われ預金の回復等の救済は禁じられる。

#### 磁気情報の窃取
いわゆるスキミングにより、キャッシュカードに記録された磁気情報を読み取り、その情報を他の磁気式カードに写して、磁気情報の上では真正なキャッシュカードと見分けの付かないカードを作出して預金詐取に供する。
最も単純には、空き巣に入ってキャッシュカードをスキマーに通して磁気情報のみを窃取し、カードそのものは元に戻しておく。同時に健康保険証等に記載の住所地番、電話番号、生年月日などの情報も書き留めて暗証番号の推測に資したり、別途ソーシャルエンジニアリングを仕掛けて暗証番号を聞き出す。
また、ATM機のカード挿入口に小型のスキマーを仕掛けて、預金取引の為に挿入されるカードの磁気情報を片っ端から盗み取る手口もある。併せて入力画面を写す隠しカメラも仕掛けて、暗証番号を入力する様子も同時に盗撮する。
甚だしくは銀行の店頭やATMの前で行員を装い利用者調査とかセキュリティチェックの名目でカードを拝借して正々堂々と顧客の目の前でスキマーに通し且つ暗証番号を聞き出す手口や、銀行のATMコーナーに保安装置を装ったスキマーを設置し、こちらにもカードを通して暗証番号を入力するように促す手口がある。ATMコーナーの入り口の自動ドアの脇にスキマーを取り付け、入室時に開錠のためにカードを通す様に促す手口もある。
この他に、小売店舗のPOS端末にスキマーをしかけ、デビットカードとして使用されるキャッシュカードの磁気情報と入力される暗証番号を盗み取ることも行われる。或いは店舗関係者と結託して、会計の際に店員に預けられたキャッシュカードをPOS端末のカードリーダーに通す他に、隙を見てスキミング用のリーダーに通して磁気情報を窃取する手口もある。
大規模な手口として、施設に設えられている貴重品ボックスに預けられる財布からキャッシュカードを拝借して磁気情報を不正取得する方法もある。施設の職員を抱きこみ、マスターキーを入手してボックスを開いてキャッシュカードをスキマーに通し、他の書類から暗証番号の推測に資する情報を読み取る。電子制御でボックスの開閉に利用者が暗証番号を入力する形式の貴重品ボックスであれば、管理者機能を用いてボックスを開錠すると共に設定されている暗証番号を読み取る手口もある。口座取引に用いる暗証番号を、そのまま使いまわすケースが多いことに目をつけた手口である。

#### 磁気情報の捏造
銀行のATMにカードと入力画面を写す隠しカメラも仕掛けて、カード表面と暗証番号の入力場面を盗撮し、カード表面に記載の情報から磁気情報を構成・捏造して、これを磁気カードに記録して詐取に用いた事例が2005年（平成17年）秋ころに関東地方で確認されている。

### 振込み
窓口やATMで直接現金を払い受けるほかに、無権限者が管轄する銀行口座へ振り込む手口もある。特に、ネットバンキングで預金を詐取する場合には、この方法が用いられる。無権限者の身許を秘匿するために、いわゆる架空口座を準備して、振込みを行い、そこから改めて金銭を引き出すのが定石である。
2003年（平成15年）ころまでは、金融機関は口座名義人の権利保護や利便性を最優先し、特に普通預金には取引の迅速性が求められ、出金が遅滞すれば履行遅滞の責めを負い、場合によっては損害賠償訴訟を起こされる危険があることから、口座名義人の権利を最優先し円滑な取引を最重視する観点より、預金詐取に伴う入金についても振込み手続の組み戻しや口座利用凍結の要請に応じることはまずなく、裁判でも口座凍結に応じなかったことについて過失としない判断が相次いだ。
そのため、詐取された預金者は振り込まれた先を突き止めて相手銀行に口座凍結を要請しても応じてもらえず、当該口座から自分のお金が引き下ろされていくのをただ指をくわえて見守るより他になかった事例もある。
架空請求詐欺等の犯罪にも架空口座が利用されることもあり、画一的に口座名義人を保護することはすなわち犯罪者を保護し、その犯罪に手を貸すことに等しいとする批判が起こったことから、2000年代半ば以降は捜査当局からの要請を受けた場合を中心としてある程度は口座凍結の要請に応じるといわれる。

### ネットバンキング
ネットバンキングでは、ネット越しに取引相手が預金者本人であることを特定する手段として、IDとパスワードを用いるのが一般的である。言い換えれば、IDとパスワードを取得できれば、無権限者が預金者本人になりすまして取引、具体的には別の口座への振込操作を行って預金を奪うことが可能となる。よって無権限者は何らかの手段でIDとパスワードを窃取しようとする。
また、ネットバンキングのセキュリティ向上の為に、IDとパスワードによる認証に加えて携帯電話・スマートフォンの電話番号を手掛かりとする二段階認証などのセキュリティ手段も導入されているが、SIMスワップで電話番号そのものを奪取して二段階認証を欺いて本人に成りすます手段もある。

#### フィッシング
フィッシングでは無権限者が、銀行のネットバンキングの真正なログイン用WEBページを模した偽のWEBページ等を用意したうえで、銀行をかたり、保安上の都合で至急のアクセスが必要であるとか、保安上の問題で口座を閉鎖したので再開の為に至急アクセスしてください等と催促する電子メールを預金者に送付する。そのメールの中で、アクセス先のURLとして偽のログイン用WEBページを指定しておき、預金者が何の疑いもなく偽のページにアクセスして認証に必要なIDやパスワードなどの情報を入力するのを待つ。2006年（平成18年）には、金融機関をかたってネットバンキングのツールと称したCD-Rを預金者に送付し、これを使って偽のページへ誘導する手法も確認された。
「銀行からの連絡」に対しては、メール等に記載されているリンクによらず、別途自分で銀行のWebサイトのURLを調べてアクセスすることで偽ページに誘導されるのを避けることができる。また、フィッシングは、顧客を特定のページに誘導することから、電子メールやCDなどで指定されたURLの真偽について顧客が充分に注意を払えば防止できる可能性が高い。

#### ファーミング
これに対し、ファーミングでは、例えばDNS偽装の手法を用いて、真のURLに対して偽のサーバ、即ち無権限者が偽のページを用意したサーバを指すようにDNSサーバを欺き、これを利用する預金者が自然に偽のページにアクセスするように仕向ける。この場合には、預金者自身はURLを確認して確かに真正なページにアクセスしているつもりでも、結局は偽のページに誘導され、IDとパスワードを奪われる。また、個人のパソコンやスマホにスパイウエア等を忍ばせて、参照するDNSサーバーの情報を偽のサーバーにすりかえて、偽のページに誘導する手口もある。

#### ウェブスキミング
偽のページに誘導するのではなく、本物のウェブページに不正コードを仕込み、直接IDやパスワードを盗み取る手口も2020年代より確認されている（ウェブスキミング）。本物のウェブサーバーをハッキングして、認証情報入力フォーム画面に不正コードを仕込み、ここに入力される情報を、第三者のサーバーに送信する様に仕向けてIDやパスワードを盗み取る。

#### キーロガーを仕込んだスパイウェア
スパイウェアにキーロガーを仕込み、これを預金者がネットバンキングに使用するパソコンやスマホに送り込む。預金者が取引に際して入力した打鍵の記録をネットを介して盗み出し、これを用いて本人になりすまして口座取引を行う。

#### インターネットカフェにキーロガーを仕掛ける
インターネットカフェ等、不特定多数の利用者が使えるパソコンにキーロガーをしかける手口もある。キーロガーソフトウェアを仕込んだり、キーボードケーブルとパソコン本体の間にキーロガーデバイスを挟んで打鍵を記録し、ネットバンキングにかかる認証情報を盗み取る。
不特定多数が使用できるパソコンではネットバンキング等の取引を避ける様に呼びかけられている。

#### SIMスワップ
ネットバンキングではセキュリティ向上のため二段階認証が導入されている。携帯電話・スマートフォン（以下 携帯・スマホ）の電話番号を登録して、この電話番号宛にショートメッセージサービス（SMS）で送付されるセキュリティコードを使用してパスワードの設定や送金などの金融取引ができる。この電話番号そのものを第三者が奪い、二段階認証を欺いて本人になりすまして架空口座への振込を行って預金を奪う。
預金者本人の電話番号をはじめとする個人情報を収集し、健康保険証や運転免許証、マイナンバーカード等の本人確認書類を偽造したうえで、移動体通信のキャリアの店舗窓口で偽造書類を提示しつつSIMの紛失届出と再発行の手続きを行って、預金者本人の手許のSIMを無効化すると同時に銀行に登録された電話番号を持つSIMを入手する（SIMスワップ）。
以後は、入手した電話番号宛に届くセキュリティコードを使用してネットバンキングの口座管理Webページの管理権を奪取し、取引通知メールの送付先やパスワードを第三者自身のものに再設定し、預金者本人に知られることなく口座の預金の振込み取引を行える。パスワード設定の手続きの一環として、あるいは多額の取引に不審を抱いて、銀行が口頭で確認を行う為に架電しても、電話口に出るのは当然この第三者であり、預金者のふりをして手続きをすすめたり承諾すれば何ら差支えなく取引を実行できる。

#### MNPを併用したSIMスワップ
派生した手口として、携帯電話番号ポータビリティ（MNP)制度を併用する方法がある。偽造した本人確認書類を提示して預金者当人の携帯・スマホの移動体通信キャリアを解約し、MNP予約番号を入手したうえで別のキャリアと契約して標的の電話番号のSIMを入手する。SIM紛失届けと再発行を行うのに比べて、解約であれば警戒が緩んで本人確認が疎かになり、一方で、移行先キャリアにとって新しい契約で初めて提示される本人確認書類の真偽の程は判別が困難である。
また、移行先キャリアの特定、契約の真偽の確認に時間を要し、捜査を撹乱して、責任関係を複雑にし曖昧にすることで犯罪行為の追跡を困難にできる。
2023年（令和5年）より、移動体キャリアでは偽造しやすい健康保険証を本人確認書類として認めないとしている。一方で、運転免許証やマイナンバーカードの偽造などの事例が報道され、本人確認書類の偽造は根絶されていない。

### 電子決済サービス経由での不正出金
電子決済サービスの利用にあたり口座振替契約を締結して利用料金を銀行口座から引き落とす。金融機関の不正出金対策が進む一方で、決済サービスのセキュリティの不備をついてアカウントを乗っ取り、預金者の与り知らぬチャージ等で銀行口座から不正に預金が引き出される。
また2020年に発生した不正引き出し事件では、Web口座振替受付サービスを介して銀行口座から預金を引き出す仕組みを悪用して、決済サービス上に多数のアカウントを作成した上で漏洩した顧客名簿の情報をもとに任意の銀行口座からサービス利用料を引き落とす口座振替契約を結び、チャージの形で預金を引き落とす事例が相次いだ。甚だしくは、預金者の身に覚えのない決済サービスへの口座振替契約が何時の間にか結ばれ与り知らぬうちに預金を引き出された事例も確認されている。

### その他
盗難キャッシュカードや偽造キャッシュカードをデビットカードとして用い、物品を詐取して換金する手口も考えられる。

## 原因
過誤払いが生ずるそもそもの原因は、金融機関が顧客であることを確認する認証手段として、個人の肉体的特徴によらない通帳や印章、キャッシュカードなどの物や、カードの磁気記録、暗証番号等の情報を手がかりに用いていることにある。
遠因として、民生で手に入る技術の発達、犯罪に用いられる技術が高度になるのに対して、従来の通帳と印章、又はキャッシュカードと暗証番号による認証手段を使用し続け、相対的に安全性が下がったことに対して何ら対応を取らなかったことが、このような不正払戻しを助長したと指摘されている。
また、決済サービスの支払いに銀行の預金口座を用いる様になると、セキュリティの甘い決済サービスが狙われる様になった。

### 本人確認の前提
預金の払戻しにあっては、窓口における預金通帳と印鑑の提示、窓口やATMにおけるキャッシュカードと暗証番号の提示、ネットバンキングにおけるIDとパスワードの提示により、預金者本人であることを示す。
預金通帳については、預金者が相当の注意を払って保管しているものであり、みだりに他者に渡るとは考えられない。また、印鑑もみだりに他者に知られておらず、それを顕出する印章も充分な注意を払って保管されている以上は他者の手に渡るとは考えられない。加えて、通帳と印章は別々に保管することが推奨されており、この両方が同時に窃取される可能性は充分に低いとの前提の下に、無権限者が預金を勝手に引き出すことを防止するセキュリティの手段として十分と考えられてきた。
同じく、キャッシュカードも預金者が相当の注意を払って保管しているものであり、みだりに他者に渡るとは考えられない。また、暗証番号は本人のみが記憶しているもので、みだりに他人に知られないものであるとの前提の下に、これもセキュリティの手段として十分と考えられてきた。
言い換えれば、これらの物を所持し情報を提示するのは本人であると考えるのが自然である。それらを持参したり、提示した者を本人と考えるのは至極妥当で、本人確認手段としては十分信頼でき、無権限者への過誤払いを防ぐ仕組みとして充分機能すると考えられていた。

### 問題点
ところが、預金通帳・印章やキャッシュカードは、本人から独立した物であり、実際には窃取したり詐取したりすることで、無権限者の手に落ちることがある。また、暗証番号やID,パスワード等の情報も、本人の不注意で漏洩し、無権限者が知る可能性がある。そのため、無権限者が、これらの物や情報を用いて、預金者本人になりすまして取引を行うことができる。

### システム上の問題
また、本来は通帳と印章、又はキャッシュカードと暗証番号、の2つを組み合わせなければ認証ができないところを、システムの不備で通帳のみ、あるいはカードのみで認証が可能になるケースがある。更にはスキミングにより、認証に不可欠なキャッシュカードの複製が容易に行われ、カードが手許にあるにもかかわらず預金者の知らないうちに払い戻されることもある。
副印鑑制度
特に、通帳に副印鑑が登録されている場合には、それ自体が認証に用いる情報そのものであるので、前述の通帳と印鑑を分けて不正出金を防止する手段が通用しない。副印鑑のついた通帳のみを入手すれば、そこから印影を偽造して預金を詐取することが可能となる。
初期のキャッシュカード
初期の磁気式キャッシュカードには、暗証番号そのものが磁気帯に記録されており（生暗証）、これを読み出すことで預金の詐取ができた。仮にカードを窃盗されても暗証番号が知られなければ詐取を抑止するといわれていたところが、実際にはカードのみで不正な払戻しが可能であった。
これについては危険性が認識され、暗証番号をセンターにのみ保存して取引の都度照会するようにシステムを改め、1976年半ばより発行されるカードについては当該部分をゼロ4桁（ゼロ暗証）とする対応が取られた。また、それまでのカードもATMに挿入すると当該部分にゼロ4桁を上書きするようにした。
スキミングによるカード偽造
磁気式キャッシュカードについては、磁気帯部分に記録された情報がすべて露出しており、スキミングでこれを読み取って、他の磁気カードに写すことが容易にできる。それゆえ、預金者本人の手元にキャッシュカードがあるにもかかわらず、複製されたカードを用いて預金が詐取される。
上記のようなシステム上の問題点が指摘されてきたが、裁判でも通帳と印鑑照合による認証は本人確認手段として有効であるとの判断が相次ぎ、長く同じ手段が用いられてきた。2002年（平成14年）前後より、副印鑑をスキャンする印影偽造手法や、スキミングによる偽造カード作出の手法が広く報道され、社会問題となり、副印鑑制度の廃止、偽造しにくいIC式キャッシュカードへの更新や生体認証の導入が進められている。なお、副印鑑制度を採ること、並びに磁気式キャッシュカードに生暗証を記録したシステムを構築したことについては、裁判では過失と扱われていない。

### 利便性の追求と低い防犯意識
特に日本ではATM取引の環境が整備され、銀行ATMでは多額の取引が可能であるし、コンビニATMを中心として取引可能な時間帯が拡大し、24時間何時でも預金を引き出すことが可能な金融機関もあるなど、利便性は高い。その一方で、いったん無権限者がカードを手にした場合に、その不正出金を行うことを防止する点は顧みられなかった。
盗難キャッシュカードや偽造カードを用いた不正出金では、一日当たり数百万円単位の金銭をATMから引き出したり他口座に振り込むことが可能で、しかも、それを預金者に通知する仕組みがなかった。深夜にコンビニATMから例えば限度額20万円の引き出しを反復する尋常ではあり得ない取引についても歯止めがなく、預金者に知られることなく無権限者が大金をせしめることが可能である。
また、キャッシュカードの紛失に気付いても、銀行の営業時間を過ぎていれば届け出る窓口がなく、夜間のうちにコンビニATMから引き出される事例もあるし、甚だしくは、キャッシュカードを摺りとられたり強奪されて、銀行に口座凍結を要請しても、本人確認の手続が必要として手間取っているうちに引き出されてしまった事例もある。

### 電子決済サービスのセキュリティの欠陥
電子決済サービスの利用料金の支払いに銀行の預金口座からの振替手続きが用いられるところ、預金口座から直接出金せずに、決済サービスのセキュリティの弱点を衝いてアカウントを乗っ取り、いわゆるチャージを行って、預金口座から決済サービスへ振替、即ち預金の不正出金を行える。
2020年に発生した不正引き出し事件では、決済サービスがWeb口座振替受付サービスを介して振替を契約する際のセキュリティの不備が悪用された。銀行と電子決済サービスとの間で預金口座からの振替契約を締結するに際して充分な本人確認を行うべきところ、確認内容が不十分なケースがあり、漏洩した顧客名簿の情報と、逆ブルートフォースアタックで探り当てた暗証番号のみで振替契約が結ばれ不正出金が行われた事例が多数確認された。殊に、ドコモ口座を介した不正出金を巡っては、本人確認手段としてドコモの契約回線を用いる前提でシステム設計を行ったところ、利用者拡大のために任意のメールアドレスで認証を行う運用を行い、多数のアカウントを容易に作成して任意の銀行口座との振替契約が行われた。
この様な手口では、決済サービスを使用していない預金者であっても、銀行口座にいつの間にか見知らぬ電子決済サービスへの口座振替契約が結ばれ、与り知らぬうちに預金がチャージ・引き落としの形で奪われる。

## 事後的対応

### 金融機関の対応
金融機関は、無権限者との関係では、金銭を詐取された被害者として被害届を出すことがあるが、顧客との関係では、あくまでも預金を正常に払い戻し済みであると主張することがある。もっとも、預金者保護法制定以後は、キャッシュカードを介した過誤払いについては原則として過誤払いの損害を補填するが、それ以外の取引では依然約款や民法第478条の適用による免責を主張するものと思われる。各種組合、信用金庫、保険会社もこれに準ずる。ゆうちょ銀行についても、基本的にはこれに準ずるが、報道等で伝えられるところでは預金回復に応ずる例が散見されるようである。
信販会社の場合には保険等によるカバーが充実しており、不正利用が発覚してから所定期間内に通知し、調査に協力すれば、保険で被害を補填する対応を取るところが多い。

#### 約款の適用
通帳による取引については、通帳の真贋（しんがん、本物であるかどうか）と預金払戻請求書に捺された印鑑を照合して金融機関が預金者本人と認めた上での取引は有効であり、仮に損害が生じても責任を取らない、とする免責約款が定められていることが大半である。テレフォンバンキング、ネットバンキングについても同様に、認証手段を講じて金融機関が預金者本人と認めた上での取引は有効であり、顧客が仮に損害を被っても責任を負わないとする。
これらの約款を根拠に、銀行側に落ち度がない限り免責される、すなわち、預金者が損害を被ったことについては関知しないと主張するのが、銀行の主たる対応であった。
なお、預金者保護法制定以前のキャッシュカードに関する約款には「カードの磁気帯に記録されている磁気情報をもって、ATMに挿入されたのが銀行が発行したカードであると認め、かつ正しい暗証番号を入力された場合の払戻しは有効であり、これに伴い損害が生じても責任を取らない」という内容の免責条項が定められていることが大半であったが、預金者保護法8条の強行規定により、この条項は無効となっている。

#### 民法第478条の適用
約款の適用を主張すると共に、裁判においては善意無過失で行った弁済を有効とする民法第478条の適用を受けるとして、免責を主張する。
銀行側は、昭和46年最高裁判決などを根拠に、無過失の主張として、大量の書類を迅速に処理する必要、殊に普通預金には高い流動性が求められ、その出金に際しては履行遅滞の責めを回避するべく遅滞なく支払を行う義務を負うことから、過度の本人確認手続まではとれないとし、通帳の真贋の確認と印鑑の平面照合を履践することで無権限者へ誤って払い出す危険を回避する努力を果たしたと主張することが多い。

### 民事訴訟
金融機関が任意に預金の払戻しに応じない場合は、顧客は、金融機関に対し、訴訟上で、預金の払戻請求や損害賠償請求等をすることが考えられる。
盗難通帳等にかかる過誤払いにおいては、銀行が約款や民法第478条による免責を主張するのに対して、預金者側は銀行の払戻し手続に瑕疵があったことを指摘して、無権限者への預金の払い出しは、約款にいう免責の条件に当たらない、とか、民法第478条にいう善意無過失の弁済に当たらず無効である、すなわち、預金は依然存在すると主張する。

#### 顧客側の主張
第一には、登録印鑑と払戻請求書に捺された印影との差異を指摘して、印鑑照合に瑕疵があり無権限者に対する不正出金を排除できなかった過失があったと主張する。
加えて、窓口に来た者を預金者本人と見るに疑わしい点を指摘し、疑念を抱いて本人確認をすべき特段の事情があったと主張する。具体的には、
- 来店者の素性が異常である

預金者本人と来店者の性別や年かっこうが違う
- 来店時間が開店直後や閉店間際である

開店直後や閉店間際の混雑してあわただしい時刻にあえて取引するのは、印鑑照合がおろそかになり、また、人相を覚えられないことを狙うもので詐取の定石である
- 取引実績のない本支店での取引である

真の預金者の顔を覚えている行員がいない店舗を選ぶのは詐取の定石である
- 住居や職場から遠く離れた本支店での取引である

通常はそのような所へわざわざ出かけるはずがない
- 通常の取引金額より著しく多額であるとか預金の全額・大半である

そのような多額の払戻しは通常ではあり得ないし、預金の全額・大半を下ろすのは詐取を疑ってしかるべきである
- ATMで少額の入金を行った直後に窓口で多額の払戻しを行うのは異常である

最初から払戻しを行えばよいのに、わざわざ異常な行動を行うのは、取引停止処置が取られていないことと口座残高を確認する行為であって当然無権限者による払戻しを警戒すべきであった
- 当該口座に置かれた資金は特定用途に使用することと行員も承知している

それ以外の預金払戻しに疑問を抱くべきであった
- 預金払戻請求書に記載の住所や氏名に誤記・脱字・修正があった

本人が間違えるはずがない
- 筆跡が全く異なる

昨今は印影偽造の手口が広まっており、印鑑照合のみならず筆跡の比較もすべきで、印鑑登録記載の署名と比較すればすぐわかるはずである
- 残高より過大な払戻請求を行うのは不自然

キャッシュカードで預金を下ろした取引が記帳されておらず、通帳を持参した者が現在の残高を正しく把握せずに払戻しを行うのは不可解である
など。それゆえ預金通帳の真贋の確認や印鑑照合のみで本人と認めるのは誤りで、加えて本人確認をすべき特段の事情があったのにそれを怠った過失があったと主張する。
また、真正な通帳や真正な磁気記録を持つキャッシュカードを用いた過誤払いに関しては、おおむね約款に「銀行が預金者本人と認めて行った取引の結果について、銀行は責任を負わない」という内容の免責条項があるが、これは消費者に対して一方的に不利な条項であり無効であると主張することが考えられる。
そのほかに、
- 多額の資金の移動に際しては本人確認法（現: 犯罪による収益の移転防止に関する法律（犯罪収益移転防止法））による本人確認が義務付けられているのに、それを怠った過失があり、取引に瑕疵（かし）があることになるので無権限者に対する弁済は無効である、
- 近年はスキャナ等を用いた印影偽造が多発しており、印鑑照合はもはや本人確認の手段としての効力を喪失しているのに、これに対応することなく漫然と取引を行った過失がある。
- また、預金通帳に副印鑑を登録してあるのはセキュリティ上問題である。欠陥のあるシステムを運用している銀行には過失がある。
- そもそも民法第478条は債権の譲渡関係・帰属があいまいな場合の弁済の有効性を規定した条文であり、全く無関係の第三者に払い戻す場面には適用できない。

等の主張がなされる。

#### 金融機関側の主張
預金者が印影の差異を指摘するのに対して、銀行は押捺（おうなつ）時の圧力・温度・湿度・気圧、印章を用紙に押し当てる際の力の入れ具合やかかる方向の遷移、朱肉の成分や着肉量、朱肉と印材のなじみ具合、用紙の紙質、押印台の材質・硬度、印章の経年変化による磨耗や欠け等を勘案すれば多少の差異が生じるのは当然で、長年の照合の経験を持つ熟練した担当者がそれらの事情を勘案した上で合致を認めた判断に誤りはないこと、また、預金者が指摘する印影の差異は拡大鏡等を用いてはじめて認められるもので、平面照合で足りるとした昭和46年判決の範囲で合致を認めるのは妥当であると主張する。
また、本人確認を行うべき特段の事情があったのにそれを怠った過失があったと預金者が縷々主張するのに対し、銀行側は、普通預金には高い安全性に加えて高い流動性が求められることを指摘し、過剰な本人確認を行って手続を滞らせることはかえって預金商品の性質に反して預金者の不利益になると主張し、また、預金者の指摘するところの特段の事情は通常の取引でも普遍的に起こることで別段特別のことではないとして、さらなる本人確認手続の必要性を否定する。

#### 裁判例の流れ
2000年（平成12年）ころまでの事件では、印鑑照合の妥当性を判断し、平面照合の範囲で合致と認めるのが相当であれば約款や民法第478条による免責を与える判断が主流であった。この場合は「特段の事情」として複数の要因が同時に起こるなどよほどの異常が認定されなければ、印鑑照合以外の要素は顧みられない。
それ以後は、副印鑑を元にした偽造印影作出等の手口が周知されたことを指摘し、単に印鑑照合の判断を行うのみならず、加えて本人確認を行うべき事情があったかどうかを判断し、銀行に対して本人確認の責任を加重する判断も出てきた。
そのほかに
- 普通預金の払戻しに際して本人確認法に基づく本人確認手続を行う義務を銀行は負わない[3]
- 通帳と印章を用いた取引は現在でも有効性を失っていない。
- 副印鑑の登録は預金者にも利便性をもたらし、その利点を考えればただちに廃止すべきではない。
- 民法第478条を過誤払いに適用すべきでない、という主張は被害に遭った原告の独自の見解に過ぎない。

としている。
普通預金の払い戻し以外の取引では以下のような判断がある。

#### 定期預金取引
定期預金を期限前に解約して払い戻すことについても、民法第478条を適用するとの最高裁判決がある。なお、定期預金取引は、普通預金に比べて迅速性を要さず、普通預金取引に比べて本人確認を慎重に行う責任を加重する。
本人確認で提示された証明書の不備を見逃して不正出金が発生したと認定した場合には、その払戻しを弁済として有効と認めず、預金者への返金を命ずる判断が出る。
特に、性別や年恰好が違うなど来店者が預金者本人ではないと容易に知れる場合には、真の代理人であるかどうかを確認する手段を講じるように求めている。

#### 貸付金の払い渡し
無権限者が定期預金を担保にした貸付制度に基づく借入を申し込み、金融機関がこれを払い渡す行為について民法第478条の適用を認める高裁判決がある。
定期預金を担保とした貸付を、定期預金の期限前解約と同視して、民法第478条が適用されるとする。
特に裁判の事例では、普通預金の残高が不足した場合は定期預金を担保に自動的に繰越貸付を行う仕組みであり、その流動性の面や、通帳と印鑑の提示で取引が行える点から、普通預金の払戻と同等の注意義務を果たせば民法第478条を類推適用して銀行の免責を認め、当該借入金と定期預金を相殺して、顧客の預金を喪わせる。
また、保険商品の契約者貸付制度に基づく借入金を無権限者に払い渡したことについても、民法第478条を適用して、当該払渡しを有効と認める判決がある。

#### 機械払い
対面によらず、顧客がATMにキャッシュカードや預金通帳を挿入し、かつ暗証番号を入力する方法で認証を行って金銭を払い渡す場合にも、民法第478条を適用するという最高裁判決がある。
なお、磁気カードの安全性、特に磁気帯の中に暗証番号が埋め込まれている（生暗証）ことを指摘して、預金を保護するシステムに瑕疵があると主張する訴訟があったが、これについては、当該手段で暗証番号を読み取るには高度なコンピューター技術が必要であり、当該取引時点では認証手段としての効力を失っているとはいえない、としている。

### 刑事責任の追及

#### 被害届の提出
預金通帳、印章やキャッシュカードの盗難については、顧客が窃盗の被害者であるから、捜査当局に被害届を提出することが考えられる。
しかし、預金の不正払戻し自体は、金融機関を被害者とする詐欺罪（又は窃盗罪）に当たるので、金融機関が被害届を出すべきこととなり、預金に関する顧客からの被害届は受理しない。ここで、顧客が被害届を出せるのは飽くまでも貯金通帳という紙小冊子、印章という木片ないし象牙等の欠片、磁気カードというプラスチックの欠片に留まる。
一方で、銀行は前述のように「預金を正常に支払い済み」との立場から被害届を出すことについて全く消極的であった。結局のところは、預金者は預金を払い戻すことができなくなり、しかも、その損失を捜査当局に届けることもできず、結局預金を回復する手段をどこにも求めることができない。

## 過誤払いの防止策
過誤払いを防止するために、実質的対策と、法的対策、ならびに被害を補償する立法がなされる。

### 実質的対策
過誤払いを防止するために下記のような対策がとられる。

#### 内規制定
過誤払いの危険を抑えるため、金融機関自身の判断で印鑑照合に加えて本人確認の手段を講ずる
- 他店取引である
- 取引金額が一定額を超えている
- 払戻額が預金の全額とか大半である
- 取引履歴を確認して所定の条件を満たす場合
- 高額出金では複数の人間で確認する

など。
また、印影をスキャナとカラープリンタで預金払戻請求書に写す手口を使う場合には、無権限者は印章そのものを持っていないので、印影が不鮮明として再度の捺印のために印章を借り受けることで防止ができる。

#### 保険の付与
磁気カードと暗証番号を介した過誤払いが行われた場合に、その損失を補填する保険商品が開発されている。
1998年（平成10年）度ころより、銀行預金に対して保険をかける対策がとられている。
- 明示的に口座に付帯する保険を販売する
- 口座維持手数料を徴収し、そこから保険コストを負担する
- クレジットカード機能を付加し、その年会費から保険コストを負担する
- 顧客に負担をかけず、銀行が保険コストを負担する

などの手法がとられる。

#### 払戻額・振込額の制限
2003年（平成15年）ころまでは、ATMでの払戻金額の限度額の例として一回100万円、自行の他口座への振込みは一日500万円、他行への振込みは一日200万円まで可能であったが、この限度額を引き下げる。
限度額を定める方法としては、金融機関が一律に払戻金額、振込金額を抑える場合と、顧客が個別に、自分で額を設定する場合がある。

#### ICカードへの切り替え
磁気式キャッシュカードでは、磁気情報が全て露出しており、また同一規格のカードや、それを扱うカードリーダ等が普及していることから、容易にカードの複製ができると指摘されている。これを防止するために、複製の困難なICカードへの切り替えが行われている。併せてキャッシュカードをICカードに切り替えた口座については、補償を拡充する政策もとられる。
なお、磁気式キャッシュカードを受け付けるATMやPOS端末が広汎に普及しているのに対して、ICカード対応の機器はATMのみで、その数も限られるため、磁気帯も搭載して、ICカード非対応の機器で用いる場合には取引金額を制限した上で磁気情報を用いた取引を行えるようにする金融機関もある。

#### 生体認証の導入
本人の肉体に由来する情報を認証に用いる。現在実用化されているのは指静脈パターンと、掌静脈パターンである。なお、一旦生体認証を導入したが後に廃止した事例もある。
一方で、ネットバンキング用アプリで、スマホの生体認証機能を使って本人確認を行うものもある。

#### 暗証番号の保護
暗証番号を保護するために、推測しにくい暗証番号としたり、仮に暗証番号が知られても、以後、それを使えないような仕組みをとる。
- 暗証番号変更

ATMで暗証番号を変更できる仕組みを整え、一定期間毎に変更するよう推奨する。
- 推測されやすい暗証番号の変更

金融機関が暗証番号をチェックし、預金者本人に縁が深く推測され易いもの、例えば生年月日、住所記番、電話番号等にしていた場合には、これを本人に通知し、暗証番号の変更を求める。
預金者保護法では、複数回にわたり金融機関が暗証番号の変更を求めたのに預金者が対応を取らずにキャッシュカードで預金を詐取された場合には、預金者に過失があったものとして被害の補填金額が減殺される。
- ランダム・キー・マトリクス

暗証番号入力時にATMの画面に表示される数字の配置を電卓や電話機に沿って固定するのではなく、ランダムに配置して、背後から腕や肘の動きを観察して押している番号の推測ができないようにする。取引の都度、配置を変えて表示する方式や、配置変更ボタンを備えて、これを押下すると数字の配置を入れ替える方式がある。
- ワンタイムパスワード

暗証番号を表示する小型のデバイスを預金者に持たせたり、スマホに専用の暗証番号表示アプリをインストールし、取引時に表示されているものを入力して認証を行う。暗証番号は取引の都度、又は所定時間毎に更新されるので、譬え他人に覗き見られても、爾後、それを使っての取引ができない。
- 暗号表を用いたパスワード

ネットバンキングで使用されるもので、金融機関から暗号表を預金者に渡しておき、認証時に金融機関から暗号表の座標を指定し、ここに書かれている要素を解答する。
- 金融機関が暗証番号を定める

海外では、金融機関がランダムな暗証番号を定めて預金者に通知し、これを使って取引を行う。預金者が自分に縁の深い番号を設定し、それが他人に推測される事態を防ぐ。

#### 異常出金の防止
深夜にコンビニATMで例えば1回当たり20万円の限度額の引き出しを反復して多額の引き出しを行う、など、通常では見られない取引を異常として検知し、出金を停止する仕組みを設けることも考えられる。クレジットカードのキャッシングやローンについては、この仕組みを設けているが、普通預金をATMで引き下ろすことについては、1日当たりの引き出し総額に限度額があるほかに制限はなく、異常を検知して出金を止める仕組みはほとんどない。これについて過誤払いへの対応がおろそかであるとの指摘もあるが、一方で普通預金に要求される流動性の面から見て、異常取引を停止させる仕組みを設置するのは妥当かどうか意見が分かれる。

#### 取引の通知
一部のネットバンキングでは出金や他口座への振り込みなどの取引があった場合に、取引内容を電子メールで指定のアドレスに送付する設定ができる。直接不正出金を防止するものではないが、被害発生時に早く対応できるようになる。

##### 本人確認手段の厳重化
SIMスワップ防止のため、移動体キャリアでの本人確認を厳重に行う。身分証明書として2通（例、マイナカードとパスポート、など）の提示を求めたり、うち1通は写真入りのものを要求する。
また、2023年（令和５年）より、偽造しやすい健康保険証を本人確認書類から外している。

### 法的対策
法的対策としては、過誤払いにかかる無権限者の行為そのものに罰則を設けるのと、発生した事故への対処を定めるものとがある。

#### 刑罰
預金通帳・印章・キャッシュカードの窃取については従来よりある窃盗罪で罰則が設けられている。一方で、キャッシュカードの偽造等を行うことについては、従来これを直接罰する法律はなかった。1987年（昭和62年）に、計算機に対する不正アクセスに関する罰則が追加され、これにより偽造カードの作出も罪に問えるようになった。

#### 損害賠償
既に述べたように、銀行が善意無過失で無権限者に金銭を払い渡すことについて、預金者保護法が制定されるまでは、事後処理について定める法律はなかった。それゆえ、銀行と預金者が対等の関係で結んだ約款の免責条項を根拠に、預金者が請求する損害賠償を銀行が拒否するのが主流である。また、損害賠償請求訴訟においても、本来このような状況に適用することを予定していなかった民法第478条を適用して銀行の免責を認め、結果として預金者に損害を負担させることが主流であった。

#### 預金者保護法
2006年（平成18年）に制定された預金者保護法は、個人名義の口座のキャッシュカードをATMに挿入して不正出金がされた場合に、原則として損害を補填するように金融機関に命じる。預金者に過失があった場合には、補填金額が減免されるが、過失の立証責任は金融機関が負う。
ただし、本法律で特定した取引種別以外での過誤払いについては、依然、約款や民法第478条による免責の主張がなされる。